# Discordianismo

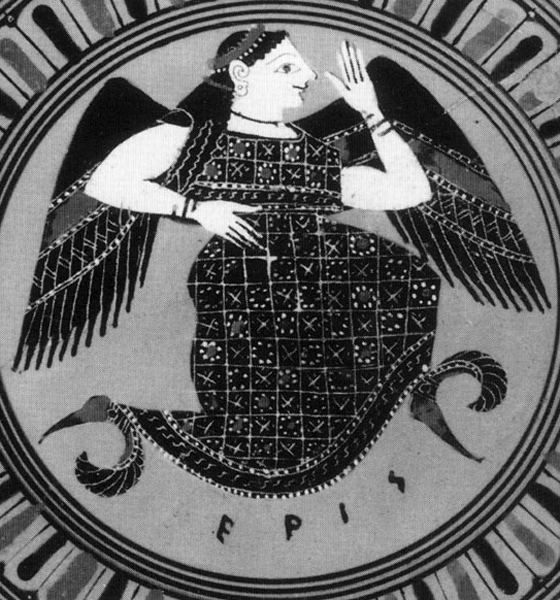
Eris, diosa grecorromana de la discordia

El discordianismo es una religión satírica que rinde culto a Eris, diosa grecorromana de la discordia. Fue fundada en 1957 por Greg Hill, también conocido como Malaclypse el Joven y Kerry Wendell Thornley, u Omar Khayyam Ravenhurst.
Discordia es entendida como la diosa del desorden. Sin embargo, dependiendo de la versión del discordianismo, Eris puede ser considerada la diosa exclusivamente del desorden o la diosa del caos. Ambas posturas están apoyadas por el Principia Discordia.
El discordianismo tiene ciertas similitudes con interpretaciones de la escuela Zen Rinzai. La idea principal del discordianismo es que todo lo que existe es el caos, y que tanto el orden como el desorden son ilusiones que enmascaran el caos subyacente. El discordianismo considera el caos como algo positivo, a diferencia de la mayoría de religiones, que prefieren la armonía y el orden.
Según Laurel Narizny, a diferencia del pastafarismo, que sería una religión parodia, pues es insincera y esencialmente atea, el discordianismo sería una religión satírica, pues puede "proporcionar experiencias religiosas genuinas". Para John Michael Greer, se encuentra en el espacio entre un movimiento religioso y una broma, aunque destaca su influencia sobre el movimiento de la Magia del caos. Para Kerry Thornley se trata de una forma estadounidense de Zen, y otros discordianos prefieren la denominación "desorganización religiosa".

## Origen

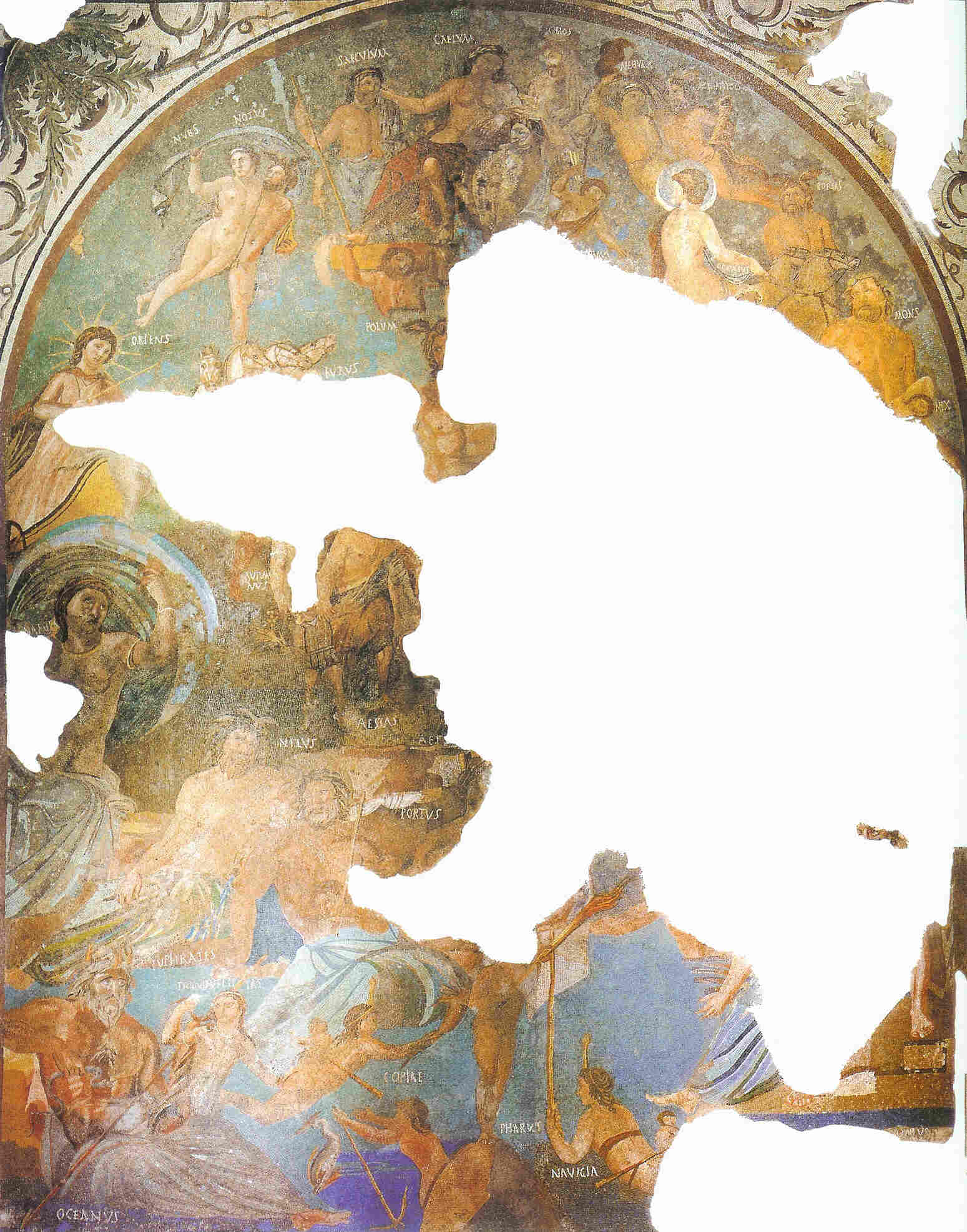
Mosaico Cósmico situado en la casa del Mitreo de Mérida, con la representación de las principales divinidades primigenias de la mitología grecorromana, tales como Saeculum (Siglo), Polum (el Polo), Caelum (Urano, el cielo), Chaos (Caos), situado sobre Tonitrum (el Trueno); abajo Océano, Mons (el Monte como concepto), Helios en su carro (sol), Occasus (el Crepúsculo, representado por Selene, la Luna, en su carro), etcétera.

Greg Hill y Kerry Thornley eran compañeros de secundaria aficionados a la ciencia ficción, la poesía y la filosofía y se reunían en boleras con otros amigos, y fue en uno de esos locales donde se gestó esta doctrina según Bob Newport, uno de sus primeros adeptos.
El texto fundamental del discordianismo es el Principia Discordia, planteado por Zorg y escrito por Greg Hill bajo el seudónimo de Malaclypse el Joven. Este libro contiene referencias a una fuente anterior, The Honest Book of Truth (HBT). A partir de las citas, parece que HBT, de existir, consistía en versos agrupados en capítulos, recopilados a su vez en libros de forma similar a la Biblia. Principia incluye partes de un capítulo de HBT donde se dice que fue revelado a Thornley. El relato de la revelación del HBT guarda similitudes con el nacimiento del Libro de Mormón. También incluye parte del siguiente capítulo, donde se explica que HBT fue apresado por un recolector de desperdicios que se negó a devolverlo.
El discordianismo puede interpretarse como una creencia en la que la falta de armonía y el caos son aspectos igualmente válidos de la realidad. El Principia Discordia sugiere que el discordianismo se fundó como antítesis de otras religiones, casi todas basadas en el orden, aunque el libro describe el caos como un impulso mucho más importante que las fuerzas del orden en el universo.

## Difusión
Durante la década de los 60, el movimiento se popularizó por el boca a boca y publicaciones underground como el Principia, que fue impreso en 1963 en una fotocopiadora del gobierno por un empleado. En la década de 1970 ganó popularidad debido a su papel en la novela Trilogía Illuminatus! (1975), escrita por Robert Anton Wilson y Robert Shea. En esta obra, base del folclore esotérico hacker, se narra la lucha por el control del poder entre la sociedad secreta de los Illuminati que gobiernan el mundo desde las sombras y la anárquica resistencia que lucha contra éstos, los seguidores del discordianismo. Cabe aclarar que Robert Anton Wilson ha dicho que la paranoia illuminati en sus obras no debe ser tomada en serio. Hill y Thornley dieron también numerosas charlas y conferencias al respecto. La novela, y el juego de cartas, publicado por el mismo editor que el Principia Discordia, atrajeron la atención de miles de lectores hacia el discordianismo. Los músicos Bill Drummond y Jimmy Cauty contribuyeron a su difusión mediante referencias en las letras de sus canciones. A partir de los 80 se popularizó en círculos de la subcultura, como clubs de juegos de rol, grupos de ciencia ficción e internet.

## Creencias
Se ha señalado la dificultad de exponer las creencias discordianas de forma ordenada, por estar presentadas en forma de fragmentos inconexos. En Principia Discordia se incluyen tres mitos. El primero es el relato de la iluminación de Thornley, según el cual se le apareció Eris en la forma de un chimpancé diciendo:

"Caballeros", dijo, "¿no sigue la Luna de Pickering su órbita en sentido inverso? Caballeros, sus torsos tienen pezones, ¿acaso dan ustedes leche? y ¿qué, caballeros, hay del Principio de incertidumbre de Heisenberg?" Dejó una pausa. "¡ALGUIEN HA TENIDO QUE PONER TODA ESTA CONFUSIÓN AQUÍ!"

En el segundo mito se relata la función de la manzana de Eris y su inscripción, que acabaría causando la Guerra de Troya, testimonio del poder de Eris.
El tercer mito es «La maldición de Caragrís», según el cual Caragrís un día despotricó iracundo contra el desorden reinante en el universo y dijo que iba en contra del Orden Serio. Caragrís encontraría muchos seguidores "que jugaron a tomarse la vida más en serio de lo que la propia vida se toma a sí misma" hasta llegar a la época actual, en la que los hombres sufrirían la «maldición de Caragrís», causa de un desequilibro psicológico y espiritual, frustración y miedo.
Los cinco mandamientos (el Pentavómito) 
El Pentavómito es el conjunto de los cinco sagrados mandamientos del Discordianismo. En ellos puedes vislumbrar parte de la filosofía del Discordianismo, 
1. No hay más Diosa que La Diosa, y ella es Tu Diosa. No hay otro Movimiento Erisiano aparte de El Movimiento Erisiano, y es el Movimiento Erisiano. Y en toda Corporación de la Manzana Dorada vive un Gusano Dorado.
2. Un Discordiano siempre debe usar el Sistema Oficial Discordiano de Numerado de Documentos.
3. Un Discordiano, durante la época de su Primera Iluminación, tiene que salir solo y comer alegremente un perrito caliente un viernes. Esta devota ceremonia infringe los paganismos populares del día: El cristiano católico (no comer carne los viernes), el judaísmo y religión musulmana (no comer carne de cerdo), la religión hindú (no comer carne de vaca), el budismo (no comer carne de animal), y el discordianismo (no comer panes de perritos calientes).
4. Un Discordiano no debe comer panes de perritos calientes, pues fueron el consuelo de la Diosa cuando luchó contra el rechazo original.
5. Un Discordiano tiene prohibido creer lo que lee, incluyendo los presentes cinco puntos.

## Discordianismo y el asesinato de John F. Kennedy
Existen varios puntos de encuentro entre el discordianismo y el asesinato de John F. Kennedy. Kerry Thornley sirvió en el ejército junto a Lee Harvey Oswald en la primavera de 1959, y entablaron amistad. En 1962, Thornley publicó el libro The Idle Warriors, cuyo personaje principal está basado en Lee Harvey Oswald, siendo el único libro escrito sobre Oswald antes del asesinato de Kennedy.
Otro nexo es que la primera versión del Principia fue distribuida gracias a que fue fotocopiada, en 1963, en las oficinas de Jim Garrison, el fiscal que llevaba el caso de la investigación del asesinato. Esto ocurrió sin que ni Garrison ni Thornley lo supieran; fue un favor que un asistente de Garrison le hizo a Greg Hill.